# Miguel Samper
Miguel Samper Agudelo (Guaduas, 24 de octubre de 1825-Anapoima, 16 de marzo de 1899) fue un abogado, político y empresario colombiano. 
Fue candidato por el Partido Liberal a la presidencia de Colombia en 1898 y Ministro de Hacienda en dos ocasiones.

## Biografía
Nació en Guaduas el 24 de octubre de 1825, hijo de José María Samper Blanco y Tomasa Agudelo Tafur. Fue educado por José María Groot y posteriormente ingresó al Colegio de San Bartolomé donde estudió Derecho Civil y Canónico. Se graduó de doctor en Derecho en 1844 y recibió el título de abogado en 1846.
En 1849 fue elegido a la Cámara de Representantes, desde donde empieza a exponer toda su teoría económica, controvertida por su fuerte enfoque social. 
Se casó el 4 de mayo de 1851 con María Teresa Brush y Domínguez, quien era hija de un ciudadano inglés. Juntos tuvieron diez hijos, los famosos hermanos Samper Brush, que se convertirían en unos de los más grandes promotores de empresa en Colombia en las primeras décadas del siglo XX.
En 1858 se radicó completamente en Bogotá y se dedicó a difundir sus ideas a través del periodismo, llegando en dos ocasiones a ser designado Secretario (Ministro) de Hacienda: en 1868, con el presidente José de los Santos Gutiérrez y en 1882, con el presidente Francisco Javier Zaldúa. A pesar de no ejercer demasiados cargos públicos, debido a la polémica que generaba su eventual nombramiento, Samper influyó en las decisiones de política económica de los gobiernos liberales durante años, particularmente como consejero de los gobiernos de Tomás Cipriano de Mosquera.
En 1898, ya retirado de la actividad política, periodística y académica, Samper fue llamado por el Partido Liberal, gracias a su prestigio como ideólogo, para ser candidato a la presidencia de la República, pero es contundentemente derrotado por el conservador Manuel Antonio Sanclemente.

## Familia
Era miembro de una familia de gran influencia política, económica y periodística en la Colombia de fines del siglo XIX (por ejemplo, su hermano José María Samper y sus cuñados Soledad Acosta de Samper y Manuel Ancízar, todos escritores, periodistas y poetas), quienes se destacaron en la vida nacional como comerciantes agrícolas, ubicando su centro de actividades en la región de Tolima durante varios años.
Es el tatarabuelo paterno del expresidente Ernesto Samper.